# Augusta Raurica

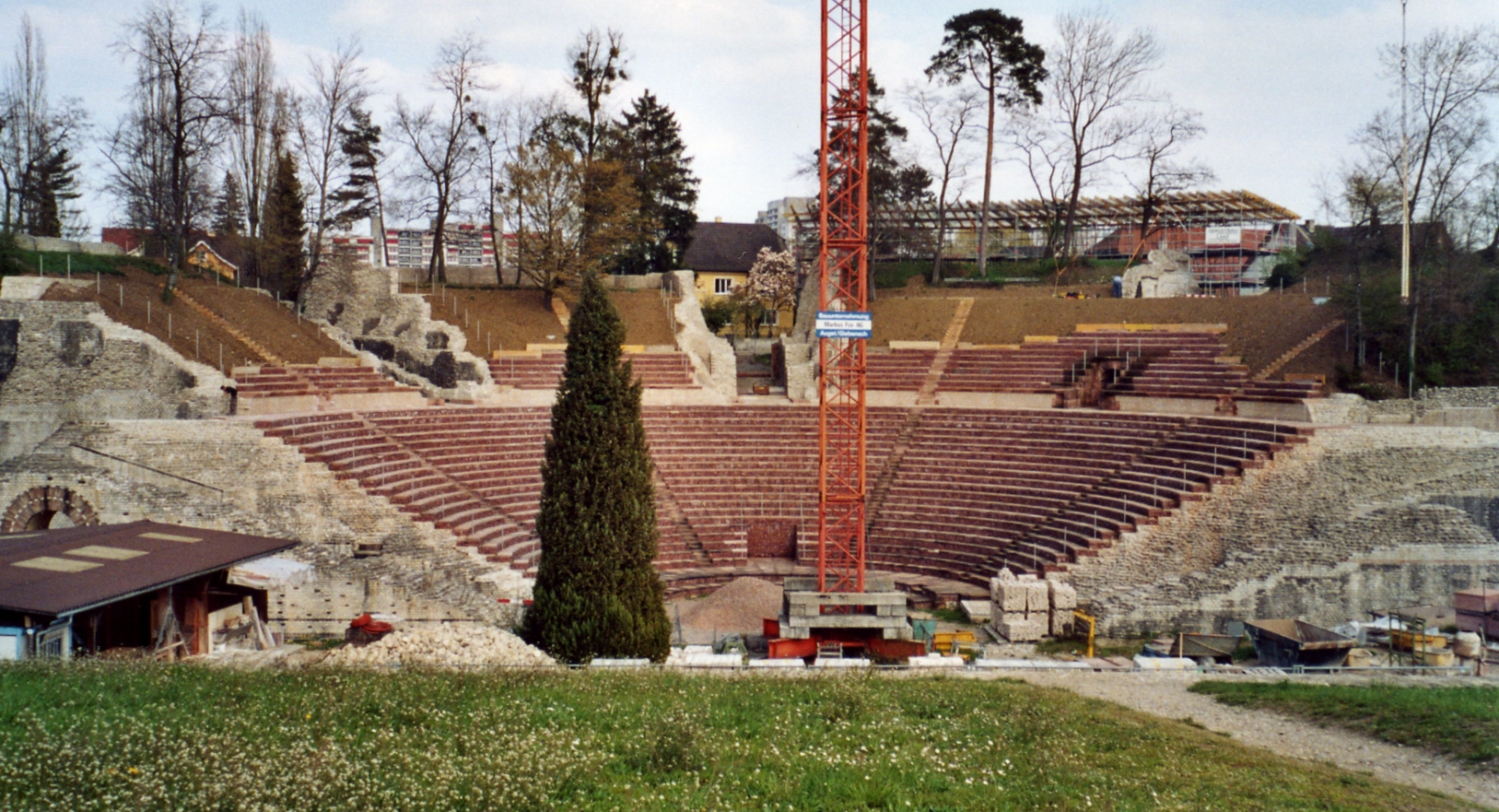
Teatro romano de Augst

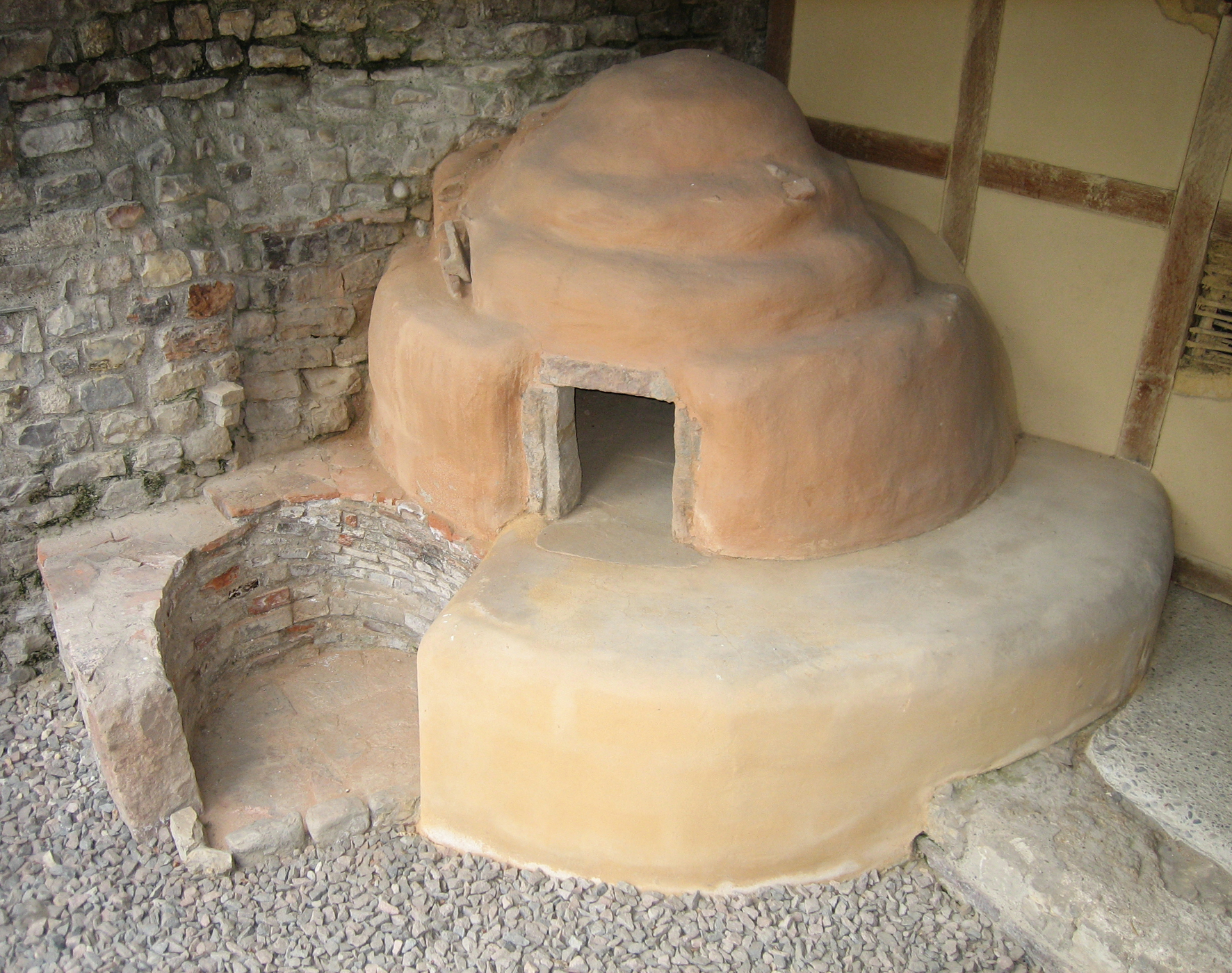
Horno romano en el recinto.

Augusta Raurica o el Museo Romano de Augst (en alemán Römermuseum Augst) es un museo arqueológico al aire libre situado en Augst cerca de Basilea, Suiza. El museo alberga los hallazgos más importantes de la ciudad romana de Augusta Raurica y muestra su historia. Al lado del museo existen varias salas de exposiciones y más de veinte lugares al aire libre, entre ellos, el teatro romano más grande al norte de los Alpes. Las piezas expuestas más destacadas son las que componen el tesoro de plata de Kaiseraugst.